# Rzęsorek
Rzęsorek (Neomys) – rodzaj ssaków z podrodziny ryjówek (Soricinae) w obrębie rodziny ryjówkowatych (Soricidae).

## Zasięg występowania
Rodzaj obejmuje gatunki występujące w Eurazji.

## Morfologia
Długość ciała (bez ogona) 68–103 mm, długość ogona 46–73 mm, długość tylnej stopy 14,8–22,1 mm; masa ciała 8,5–28 g.

## Systematyka
Rodzaj zdefiniował w 1829 roku niemiecki paleontolog i przyrodnik Johann Jakob Kaup w publikacji swojego autorstwa Skizzirte Entwickelungs-Geschichte und natürliches System der europäischen Thierwelt. Na gatunek typowy wyznaczył (oznaczenie monotypowe) rzęsorka rzeczka (N. fodiens).

### Etymologia
- Neomys: gr. νεω neō ‘pływać’; μυς mus, μυος muos ‘mysz’[13].
- Hydrogale: gr. ὑδρο- hudro- ‘wodny-’, od ὑδωρ hudōr, ὑδατος hudatos ‘woda’; γαλεη galeē lub γαλη galē ‘łasica’[14]. Gatunek typowy (oznaczenie monotypowe): Sorex remifer É. Geoffroy Saint-Hilaire, 1811 (= Sorex fodiens Pennant, 1771).
- Leucorrhynchus: gr. λευκος leukos ‘biały’; ῥυγχος rhunkhos ‘pysk’[15]. Gatunek typowy: Kaup wymienił dwa gatunki – Sorex leucodon Hermann, 1780 i Sorex lineatus É. Geoffroy Saint-Hilaire, 1811 (= Sorex fodiens Pennant, 1771) – z których gatunkiem typowym jest Sorex lineatus É. Geoffroy Saint-Hilaire, 1811 (= Sorex fodiens Pennant, 1771).
- Crossopus: gr. κροσσοι krossoi ‘frędzel’; πους pous, ποδος podos ‘stopa’[16]. Gatunek typowy: Wagler wymienił cztery gatunki – Sorex fodiens Pennant, 1771, Sorex musculus Wagler, 1832 (= Sorex fodiens Pennant, 1771), Sorex psilurus Wagler, 1832 (= Sorex fodiens Pennant, 1771) i Sorex stagnatilis Brehm, 1826 (= Sorex fodiens Pennant, 1771) – z których gatunkiem typowym jest Sorex fodiens Pennant, 1771.
- Hydrosorex: gr. ὑδρο- hudro- ‘wodny-’, od ὑδωρ hudōr, ὑδατος hudatos ‘woda’; rodzaj Sorex Linnaeus, 1758 (ryjówka)[17]. Gatunek typowy (oznaczenie monotypowe): Sorex fodiens Pennant, 1771.
- Pinalia: etymologia niejasna, Gray opisu nie wyjaśnił pochodzenia nazwy rodzajowej[18]. Gatunek typowy (oznaczenie monotypowe): Sorex fodiens Pennant, 1771.
- Myosictis: gr. μυς mus, μυος muos ‘mysz’; ικτις iktis, ικτιδις iktidis ‘łasica’[19]. Gatunek typowy (oznaczenie monotypowe): Sorex fodiens Pennant, 1771.

### Podział systematyczny
Do rodzaju należą następujące występujące współcześnie gatunki:
- Neomys anomalus Cabrera, 1907
- Neomys milleri Mottaz, 1907 – rzęsorek mniejszy
- Neomys teres G.S. Miller, 1908 – rzęsorek kaukaski
- Neomys fodiens (Pennant, 1771) – rzęsorek rzeczek

Opisano również gatunki wymarłe z plejstocenu:
- Neomys browni Hinton, 1911[22] (Wielka Brytania)
- Neomys hintoni Zaitsev & Baryshnikov, 2002[23] (Rosja)
- Neomys newtoni Hinton, 1911[22] (Wielka Brytania)